# The Legend of Zelda: A Link Between Worlds
The Legend of Zelda: A Link Between Worlds (ゼルダの伝説 神々のトライフォース2, Zeruda no densetsu: Kamigami no Toraifōsu tsū, litt. « La légende de Zelda : La Triforce des dieux 2 ») est un jeu vidéo d’action-aventure développé par Nintendo EAD et édité par Nintendo sur Nintendo 3DS, sorti en novembre 2013 en Amérique du Nord, Europe et Australie, puis en décembre 2013 au Japon. Il est le dix-septième opus de la série The Legend of Zelda et prend place dans le même univers que A Link to the Past et Ancient Stone Tablets.

## Trame

### Univers
A Link Between Worlds se déroule dans le même monde que A Link to the Past, mais la topographie peut varier par endroit. Les donjons, bien qu'étant au même endroit, sont différents. Le jeu dispose d'un monde parallèle comme dans A Link to the Past, d'où son nom, et chacun des mondes a sa propre Triforce. Ce monde parallèle se nomme Lorule et la princesse de ce royaume s'appelle Hilda. Pour passer d'un monde à l'autre, Link doit traverser des fissures présentes dans certains murs.

### Histoire
Le jeu se déroule longtemps après A Link to the Past, après les évènements de Link's Awakening. Link, jeune apprenti forgeron, doit rapporter à un soldat son épée oubliée. Arrivé au sanctuaire, il surprend le magicien Yuga s'en prendre à la prêtresse Célès et la transformer en tableau. Link décide alors de s'approprier l'épée pour combattre Yuga mais en vain, ce dernier ayant pris la fuite et se dirigeant vers le château de la Princesse Zelda. Par la suite, le sage Sahasrahla convainc Link de retrouver trois pierres afin de récupérer l'épée de légende et vaincre Yuga. Cependant, le magicien parvient à transformer Link en peinture, ce dernier devenu alors prisonnier d'un mur de donjon. Heureusement, le mystérieux bracelet que l'étonnant coéquipier Lavio lui a donné plus tôt permet de conjurer ce sort et permet ainsi au jeune Link de se transformer en peinture et revenir à son état normal à sa guise.
Une fois les trois pierres et l'épée de légende récupérées, Link affronte de nouveau Yuga, mais sans succès, la Princesse Zelda ayant été transformée à son tour en tableau. Link découvre alors sur un mur du bureau de Zelda une faille particulière lui permettant d'atteindre un autre monde, celui de Lorule. Assistant alors à la résurrection de Ganon puis à sa fusion avec Yuga, il perd conscience à la suite d'un coup de celui-ci. Alors que tout semble perdu, un autre personnage intervient : la princesse Hilda, souveraine de Lorule, qui entrave Yuga puis sauve Link en le téléportant hors du palais de Lorule. Elle entre alors en contact télépathique avec Link, et lui indique que Yuga a emprisonné sept sages dans ses tableaux. Link se charge donc de parcourir les sept donjons de Lorule et de sauver les sages un par un, dans la forêt de squelettes, le repaire des bandits, le palais des ténèbres, le palais des sables, le palais du marais, le rocher de la tortue, et le palais de glace.
Se préparant à combattre, il entre dans le palais de Lorule, libéré de son sceau par Hilda. Après avoir vaincu les quatre gardiens, il entre dans la salle du trône. Là, il voit Hilda contemplant le portrait de Zelda. Celle-ci se tourne alors vers Link et lui raconte l'histoire de son royaume, comment il existait autrefois une Triforce propre à celui-ci, et qu'à la suite de multiples conflits visant à s'emparer de cette dernière les ancêtres de Hilda décidèrent de détruire le Pouvoir, plongeant Lorule dans la désolation. Elle expose à Link son but : acquérir la Triforce d'Hyrule, et de fait révèle son vrai visage : elle libère Yuga et s'empare de la Triforce de la sagesse contenue dans Zelda. Link ayant apparemment vaincu Yuga, elle demande à ce dernier de lui transférer la Triforce de la Force. Mais c'est Yuga qui absorbe Hilda et Link doit ainsi le vaincre une nouvelle fois. Ceci fait, Zelda redevient constituée de 3 dimensions. Mais Hilda se réveille et veut encore prendre la Triforce quand Lavio intervient, se révélant être le Héros de Lorule ayant déserté de ce pays, et convainc Hilda qu'il vaut mieux renvoyer Link et Zelda dans leur monde par la faille jadis utilisée par Yuga avec la complicité d'Hilda. Link et Zelda étant revenus en Hyrule, et la Triforce étant complétée, ils la touchent et font ensemble le vœu que la Triforce de Lorule soit recréée. Hilda les remercie alors de son royaume qui a retrouvé son panache d'antan.

## Système de jeu
Le jeu reprend le système de jeu de base de la série The Legend of Zelda, avec des graphismes en 3D stéréoscopique. Le joueur contrôle Link en vue de dessus et explore un environnement ouvert composé de différents villages et décors variés. Au cours de son aventure, Link utilise une épée et différents objets nécessaires à sa progression dans le monde ou les donjons du jeu. L'utilisation de certains objets s'effectue grâce à un compteur d'endurance qui remplace les compteurs individuels des objets comme les flèches ou les bombes.
Contrairement aux anciens épisodes, les objets doivent être loués ou achetés à l'aide de rubis dans la boutique de Lavio,. Ils peuvent être améliorés en trouvant les bébés de Big'ornette,. Les donjons peuvent donc s'effectuer dans l'ordre souhaité par le joueur.
Une des nouveautés est la transformation de Link en peinture le rendant capable de se déplacer sur les murs. Le joueur doit donc utiliser ce mécanisme pour explorer le monde sous un nouvel angle pour atteindre des lieux inaccessibles ou résoudre des énigmes. Le jeu propose également une fonctionnalité StreetPass consistant à différents défis à accomplir en affrontant un Link noir. Le jeu propose également plusieurs mini-jeux comme un jeu de baseball ou un autre d'esquive de poulets. Une fois le jeu terminé une première fois, un mode de difficulté supplémentaire est disponible.

## Développement
Après la sortie de Spirit Tracks fin 2009, une grande partie de l'équipe a pris part au développement de l'épisode Wii, Skyward Sword. Seuls Hiromasa Shikata et Shiro Mouri sous la supervision d'Eiji Aonuma ont commencé à trouver de nouvelles idées pour le futur jeu sur la future console portable de Nintendo, la Nintendo 3DS. C'est pendant la première année de réflexion que l'idée de transformer Link en peinture murale intervient,. Cette idée provient d'Ocarina of Time lorsque Link affronte Ganon se déplaçant à travers différents tableaux. Un premier prototype est alors réalisé pour mieux concevoir ce qu'il est possible de faire avec ce nouveau système, dans un angle de caméra de trois-quart et un Link cartoon comme dans Spirit Tracks. Alors que le prototype est réalisé, le développement du jeu est suspendu aux alentours d'octobre 2010 afin d'aider aux développements des jeux du lancement de la Wii U.
En novembre 2011, après la sortie de Skyward Sword, Eiji Aonuma annonce la création d’un nouvel épisode sur Nintendo 3DS en précisant qu'il n’est ni une suite des précédents jeux sortis sur DS, ni un remake comme Ocarina of Time 3D. En attendant de pouvoir reprendre la même équipe qu'auparavant, Aonuma fait appel à Kentaro Tominaga, pour prendre la suite de Hiromasa Shikata, et un nouveau programmeur pour reprendre les travaux déjà effectués. Tominaga commence par réaliser plusieurs donjons à partir de l'idée de peinture murale, mais ceux-ci ne plaisent pas à Shigeru Miyamoto, qui suggère à l'équipe de se rapprocher du style de A Link to the Past. Trois choix s'offraient alors à Nintendo : faire un remake de Majora's Mask, un remake ou une suite à A Link to the Past, ou alors quelque chose d'inédit. Aonuma décide finalement de rajouter l'idée de la peinture murale sur la carte d’A Link to the Past avec une vue du dessus. Le développement du jeu commence alors réellement après que Miyamoto ait donné son accord, ce dernier souhaitant voir un remake de A Link to the Past ou un nouveau jeu inspiré de celui-ci sur Nintendo 3DS.
Un des concepts forts sur le développement est le fait de repenser les conventions de la série. Les développeurs ont alors décidé de pouvoir parcourir le monde librement et effectuer les différents donjons du jeu dans l'ordre souhaité par le joueur, afin que celui-ci ne se retrouve bloqué. Cela passe alors par une nouvelle gestion des objets qui s'obtiennent habituellement dans les donjons. Ici, les objets sont disponibles dans une boutique en location ou à l'achat pour pouvoir explorer le monde librement. Afin de rendre Link reconnaissable malgré la vue du dessus utilisée, les développeurs ont décidé d'incliner tous les éléments du jeu, Link compris. Ensuite, ils se sont assurés dès le début du développement que le jeu tournerait à 60 images par seconde, afin de proposer une grande fluidité au jeu et une stabilité à la 3D stéréoscopique. Cela a également permis l'utilisation du stylet pour choisir et équiper les différents objets de Link, possible uniquement avec une fréquence élevée. Un des donjons du jeu, la tour d'Héra, a été utilisé par l'équipe pour montrer les possibilités de ce Zelda, notamment la vision sur plusieurs niveaux en 3D stéréoscopique. Pour le design de Link dans le mur, l'équipe a réalisé plusieurs essais, en partant du Link en 3D de Spirit Tracks pour finalement aboutir sur la forme définitive, à savoir une forme de fresque.
Le jeu est officiellement dévoilé le 17 avril 2013 lors d’un Nintendo Direct,. Il est intitulé Triforce of the Gods 2 au Japon, montrant le lien avec A Link to the Past, celui-ci s'appelant Triforce of the Gods au Japon. À l'étranger, le jeu est nommé A Link Between Worlds car il ne s'agit plus de voyage dans le temps mais de voyage entre deux mondes, Hyrule et Lorule. Le jeu est commercialisé le 22 novembre 2013 en Amérique du Nord et en Europe,, le 23 novembre en Australie et le 26 décembre au Japon.

### Équipe de développement

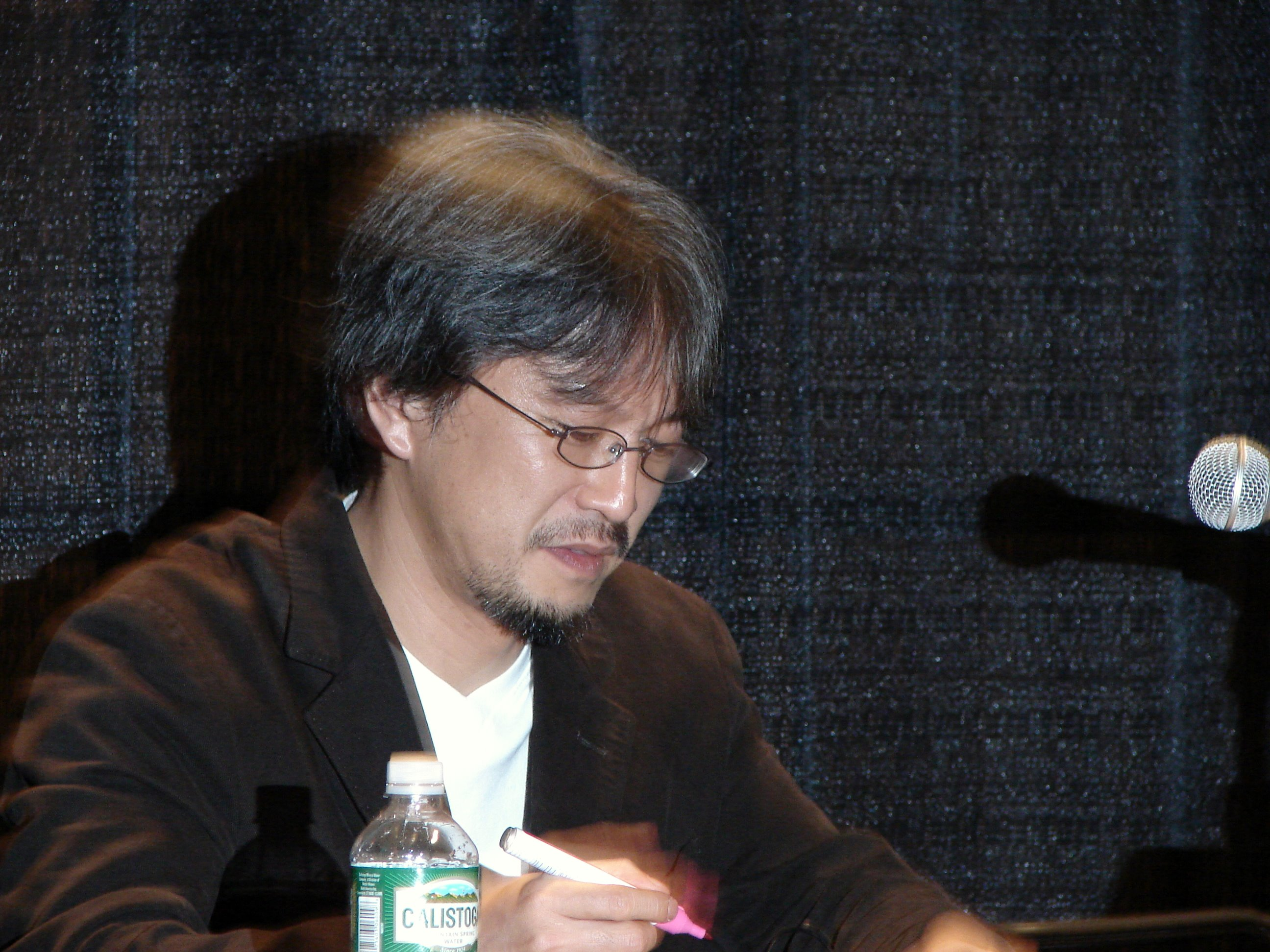
Eiji Aonuma est le producteur du jeu.

- Producteurs : Eiji Aonuma, Shigeru Miyamoto, Takashi Tezuka
- Producteur délégué : Satoru Iwata
- Réalisateur : Hiromasa Shikata
- Directeurs de programme : Shiro Mouri, Kentaro Tominaga
- Responsable de la conception : Koji Takahashi
- Script : Tatsuya Hishida, Mari Shirakawa
- Musique : Ryo Nagamatsu
- Responsables du design : Koji Takahashi, Jun Takamura, Hiroshi Ueda, Satoko Okada[31]

### Musique
La bande originale du jeu est composée et arrangée par Ryo Nagamatsu. Certains des morceaux sont des arrangements des originaux issus de A Link to the Past, du fait de la proximité entre les deux jeux. Le jeu ne propose pas de musiques orchestrales comme dans Skyward Sword pour proposer une qualité de son optimale sur Nintendo 3DS.
La musique du château de Lorule a pour base la version inversée de la musique du château d'Hyrule provenant de A Link to the Past. Le mode StreetPass propose deux versions remixées et réarrangés du thème du Temple de Zelda II: The Adventure of Link.
La bande son contenant 105 musiques du jeu est proposée en double disque sur le Club Nintendo en novembre 2014 au Japon et en janvier 2015 en Europe.

## Accueil

### Critique
Après avoir testé la version démo, le site Jeuxvideo.com qualifie le jeu comme étant « LE jeu de référence de la 3DS ».

### Ventes
Au 31 mars 2014, Nintendo mentionne avoir écoulé à 2,51 millions d'exemplaires du jeu dans le monde, ce qui en fait le neuvième jeu 3DS le plus vendu à cette date.
En août 2014, il est annoncé que le jeu cumule 1,09 million copies du jeu vendues aux États-Unis.